# 阪神67形電車
阪神67形電車（はんしん67がたでんしゃ）は、かつて阪神電気鉄道が保有していた路面電車車両（後には鉄道車両）で、事業用貨車の一種である散水車である。このグループは四輪単車の67形とボギー車の69形に分かれるが、本項では両者併せて紹介する。

## 概要
日本で路面電車が開業した明治～大正の日本の各都市は、道路の舗装区間は少なく、軌道敷に石畳が敷いてある以外に未舗装といった道路が当たり前であった。そのような道路を電車が走ると砂塵が舞い上がって沿線住民や歩行者に少なからぬ迷惑をかける、といったことがあったことから、路面電車の事業者は監督官庁である内務省から路面の環境維持のために散水を怠らないよう通達を受けていた。
阪神においても、1914年に開通した北大阪線が純然たる路面電車であったことから、開通と同時に散水車を就役させることとなり、501形をベースに67形を製造したほか、その後、1923年には新設軌道線の併用軌道区間での散水を行うため、1形の台車及び電装品を活用して、ボギー散水車の69形を製造した。

### 67・68
1914年に67,68の2両が高尾鉄工所において製造された。
車体は木製の台枠の上に荷重7.16t（容積250立方フィート）の水タンクを搭載、運転台は頭上にテントを設けただけの吹きさらしであった。台車及び電装品は501形に準じており、台車はブリル21Eを履き、モーターは出力18.7kWのGE-54-Aを2基搭載し、制御器はGE製直接制御器のGE-18Aを装備したほか、手ブレーキと電気ブレーキの併用であった。また、集電装置はダブルポールでタンクの上に台を設けて取り付けていたほか、前面に救助網を取り付けていた。

### 69
1923年に廃車となった1形3の台車及び電装品を活用して、日本車輌製造で新製された車体と組み合わせて製造された。ボギー車の散水車は後に登場した大阪市電の26形くらいで、珍しい存在である。
車体は鋼製台枠の上に荷重10.21t（容積367.75立方フィート）の水タンクを搭載、運転台は当初吹きさらしであったが、1928年に通常の運転台に改造した。台車は種車のブリル27G-1を履き、モーターは出力33.6kWのWH-38-Bを4基搭載し、制御器はGE製直接制御器のK-40Aを装備したほか、SM-3直通ブレーキを取り付けた。こちらも、集電装置はダブルポールをタンク上の櫓に設けてそこに搭載、前面には救助網を取り付けていた。

## 変遷
これらの車両は就役後、当初の目的どおり散水業務に使用された。1927年の国道線の開業後は67,68のどちらか1両が浜田車庫に配属されて国道線内の散水業務に従事した。1929年には大阪駅貨客分離に伴う梅田貨物線開業のために立体交差を余儀なくされることから、鉄道省からの補助金でSM-3空気ブレーキを追設、同時にDH-10コンプレッサーを搭載した。
1933年のパンタグラフ化に伴い、69にパンタグラフ(PT-11A)を搭載したが、ポールはそのまま残したために、有蓋電動貨車の101~106同様屋根上は集電装置だらけとなった。
1929年の御影付近の高架化や1933年の神戸市内地下線開業に伴い新設軌道線から併用軌道区間が消滅したことから、69は役目を失って東明車庫に留置されるようになったほか、装備していた救助網を撤去した。また、この前後の時期に69の制御器を61形廃車発生品であるK-40Aに換装されたほか、1938年に69が101や無蓋電動貨車の112とともに併用軌道線への乗り入れが認可されたことにより、再び救助網を取り付けるとともに、併用軌道線への乗り入れの際には集電装置をポールに取り替えて入線した。
その後、3両とも戦後まで在籍して併用軌道各線で散水業務に従事していたが、道路の舗装が進むにつれて散水区間が減少し、使用機会も減ってきたことから、車庫の構内で牽引車代用として使われることが多くなった。1950年2月には67,68を廃車、68は摂津車輌において111形を小型化したような車籍なしの凸型無蓋の構内入替車に改造された。後に1両が武庫川車両工業の工場内に移動したことが確認されている。集電装置は当初ポールであったが、後に併用軌道線標準のYゲルを小型化したものに換装した。
1両残った69は運用されることはほとんどなく、当初は東明車庫、後に尼崎車庫の片隅で留置されていたが、1953年に廃車された。67,68改造の構内入替車については、時期は不明であるが昇圧前に廃棄されている。